# Oldbury
Oldbury kisváros az Egyesült Királyságban, Angliában, West Midlands régióban és az azonos nevű, West Midlands grófságban.